# Damián Manusovich
Damián Marcelo Manusovich (Buenos Aires, Argentina, 30 de abril de 1973) es un exfutbolista argentino. Jugaba como lateral izquierdo. Actualmente trabaja como periodista y comentarista en ESPN Premium (Argentina) e ESPN.

## Carrera
Manusovich comenzó su carrera en Atlanta, en Primera B, y sus actuaciones le valieron su pase a Vélez Sarsfield por 40.000 dólares. 
En Vélez, tan sólo jugó un partido.
En 1993 se enroló en las filas de San Lorenzo de Almagro. Tras una campaña de debut floja pasó a asentarse en la banda izquierda hasta hacerse indiscutible en el once. Con San Lorenzo se proclamó campeón del torneo Clausura del 95, disputó una edición de la Copa Libertadores y dos ediciones de la Copa Mercosur. 
Tras siete campañas en San Lorenzo, donde anotó un solo gol (video), fue incluido en la lista de bajas de Óscar Ruggeri. Manusovich decidió probar suerte en Europa, en el recién ascendido CD Numancia, durante la temporada 99-00. Sin embargo, en Soria no llegó a disputar ni un minuto en el equipo entrenado por Andoni Goikoetxea y es cedido al equipo español, Elche Elche Club de Fútbol en el mercado invernal. El Elche, recién ascendido a Segunda, coqueteaba con los puestos de descenso y para salir de problemas contrató como entrenador a Jorge D’Alessandro y a varios jugadores: Ariel Zárate del (Málaga CF), Cristian Fabián Díaz del (Atlético de Madrid), Manusovich y Raúl Ibañez del (Valladolid). Las nuevas incorporaciones dieron un buen resultado y el equipo consiguió salvarse del descenso sin demasiados apuros.
Tras la buena experiencia de la cesión, el Elche Club de Fútbol consigue hacerse con los derechos del Ruso. En la temporada 2000-01 consigue jugar con bastante regularidad y colabora con la salvación in extremis del equipo, en un partido decisivo ante la SD Compostela.
En la campaña siguiente, la 2001-02, la llegada de Julián Rubio le relega a un papel testimonial y finalizada la campaña decide colgar las botas, pese a tener sólo 29 años. Tras de sí dejó una estela de jugador comprometido que, pese a no destacar por su virtuosismo, caló en la afición por su carácter aguerrido y luchador.
Durante su estancia en Elche Club de Fútbol fue socio de varios negocios hosteleros y, una vez retirado, ha seguido probando suerte como empresario, regenta un restaurante en Buenos Aires y colabora con un espacio radiofónico. Desde el año 2010 formó parte de Fox Sports, con pasos en programas como Fútbol para todos. Actualmente forma parte de la señal ESPN, en los programas ESPN F90y EQUIPO F..

## Clubes
| Club            | País      | Año       | Partidos | Goles |
| --------------- | --------- | --------- | -------- | ----- |
| Atlanta         | Argentina | 1990-1991 | 18       | 1     |
| Vélez Sarsfield | Argentina | 1991-1993 | 2        | 0     |
| San Lorenzo     | Argentina | 1993-1999 | 152      | 1     |
| CD Numancia     | España    | 1999-2000 | 2        | 1     |
| Elche           | España    | 2000-2002 | 32       | 0     |

## Palmarés

### Campeonatos nacionales
| Título           | Club                  | País      | Año    |
| ---------------- | --------------------- | --------- | ------ |
| Primera División | C. A. Vélez Sarsfield | Argentina | C-1993 |
| Primera División | C. A. San Lorenzo     | Argentina | C-1995 |

#### Otros logros
| Club                    | País          | Año       |      |
| ----------------------- | ------------- | --------- | ---- |
| Ascenso a la B Nacional | C. A. Atlanta | Argentina | 1990 |